# 저스티스 리그
저스티스 리그(Justice League)는 DC 코믹스에서 간행된 슈퍼 히어로들이 한 자리에 모여 결성한 올스타 히어로 팀이다.

## 같이 보기
- 저스티스 리그 (영화)
- 저스티스 리그 (애니메이션)
- DC 유니버스